# Armand Jean du Plessis de Richelieu
Armand Jean du Plessis de Richelieu de Richelieu, francoski duhovnik, kardinal, vojvoda in politik, * 10. september 1585, grad Richelieu, Departma Indre-et-Loire, † 4. december 1642. Pariz).
Po nazivu markiz du Chillou je postal leta 1608 posvečen kot škof Luçona, kasneje pa vstopil v politiko. Leta 1616 je postal državni tajnik. Leta 1622 je postal kardinal, leta 1624 premier kralja Ludvika XIII., leta 1631 prvi vojvoda Richelieu in 1634 prvi vojvoda Fronsac, upravitelj Clugnyja, Cîteauxa in Prémontra. Na premierskem stolčku je ostal do svoje smrti leta 1642. Imenovan je bil tudi l'Éminence rouge (rdeča eminenca), saj je bil glavni svetovalec kralja Ludvika XIII. Njegova daljnosežna politika je dosegla, da je Francija postala prva absolutistična država na svetu in končala habsburško prevlado nad Evropo.

## Družinsko ozadje
Armand je bil četrti otrok izmed petih in najmlajši izmed treh sinov. Čeprav so izhajali iz nižjega plemstva iz grofije Poitou, so bili relativno dobro situirani. Njegov oče, François du Plessis, je bil vojak in dvorjan Velikega provosta Francije, mati, Susanne de La Porte pa je bila hčerka uveljavljenega odvetnika.

## Finančno ozadje in izobraževanje
Ko je bil Armand star 5 let, je njegov oče padel v bitki Katoliške Lige proti protestantom Henrika IV. in zapustil družino v dolgovih. S pomočjo kraljevskih miloščin se je družina uspela obdržati nad vodo in izogniti resnejšim finančnim težavam. V starosti devetih let so Armanda poslali na Collège de Navarre v Pariz na splošno izobraževanje. Po koncu šolanja je začel z vojaško izobrazbo, da bi stopil po stopinjah očeta.
Kralj Henrik III. je družino Richelieu za udeležbo Armandovega očeta v verskih vojnah nagradil s škofovstvom v Luçonu. Družina je večino prihodkov porabila za privatne zadeve. V klerikalnih krogih se je pojavilo mnenje, da bi se morali prihodki porabljati v duhovne namene, zato je, da bi zaščitila prihodke, Armandova mati predlagala, da naj bi drugi sin Alphonse postal škof Luçona. Alphonsu škofovstvo ni bilo po godu, zato je postal kartuzijanec. Tako je moral najmlajši sin Armand opustiti vojaški študij in preiti na teološkega. Bil je krhek in bolehen otrok, ni ga zanimala cerkvena kariera, temveč bolj akademski študiji.

## Vzpon po cerkveni hierarhiji
Leta 1606 je kralj Henrik IV predlagal Richelieuja za škofa Luçona. Ker pa Armand še ni dosegel zakonsko predpisane minimalne starosti, je bilo potrebno pridobiti posebno dovoljenje iz Rima od papeža. Richelieu je dobil dovoljenje in bil posvečen aprila 1607. Kmalu po vrnitvi v svojo škofijo leta 1608 je najavil reforme. Postal je prvi škof v Franciji, ki je izpolnil institucionalne reforme, ki jih je predpisal Tridentinski koncil med letoma 1545 in 1563.
Približno v tem času je Richelieu postal prijatelj s Françoisem Leclercom du Tremblayem, ki je bolje poznan kot Père Joseph ali oče Joseph. Bil je kapucin, ki je kasneje postal Richelieujev zaupnik. Ker je bil tako blizu Richelieuju in je nosil sivo meniško kuto, je dobil izraz, ki se še dandanes uporablja: siva eminenca. Kasneje ga je Richelieu velikokrat uporabil kot agenta pri diplomatskih pogajanjih.

## Vzpon na oblast
Leta 1614 je duhovščina izvolila Richelieuja kot enega izmed predstavnikov francoske Skupščine stanov (States General). Tukaj je bil odločen zastopnik Cerkve pri tezi, da bi morala biti Cerkev oproščena davkov in da bi škofje morali imeti več politične moči. Bil je najpomembnejši duhovnik, ki je podpiral izvedbo dekretov Tridentinskega koncila v Franciji. Tretji stan (člani spodnjega doma) so mu bili največji nasprotniki pri teh prizadevanjih. Po koncu zbora ga je Prvi stan (duhovščina) izbral za preštevanje glasov pri peticijah in odločitvah. 

Po razpustitvi Državnega sveta (1614) je vstopil v službo kralja Ludvika XIII. in njegove žene Ane Avstrijske kot miloščinar, Grand aumônier de France, službi, ki po statusu ustreza škofovskim službam.
Richelieu je politično napredoval z zvesto službo Concino Conciniju, najmogočnejšemu ministru kraljestva. 1616 je bil postavljen za državnega tajnika in dobil zunanje zadeve. Kot Concini, je bil tudi Richelieu eden najbližjih svetovalcev matere Ludvika XIII., Marije Medičejske. Po sumljivi smrti Henrika IV. je devetletni Ludvik XIII. postal kralj, kraljica pa postala regentka. Čeprav je njen sin pravnomočno postal odrasel leta 1614, je kraljica mati ohranila vso oblast. Njena politika in politika Concinija se je v Franciji izkazala za nepriljubljeno. Marija in Concini sta tako postala tarči intrig na dvoru. Njun najmočnejši sovražnik je bil Charles de Luynes, ki je poskrbel, da je kralj v aprilu 1617 ukazal aretacijo Concinija. Sčasoma so Concinija ubili, kraljico mater pa odstranili z oblasti. Richelieu je z izgubo mentorjev moral odstopiti s položaja državnega tajnika in je izgubil vso politično moč. Kralj, ki je dvomil v Richelieuja, ga je pregnal z dvora v papeško enklavo Avignon, kjer je preživljal čas s pisanjem.
Napisal je katekizem z naslovom L'Instruction du chrétien (Pouk za kristjane).
Leta 1619 je Marija Medici pobegnila iz zapora na Château de Blois in postala nazivni vodja aristokratske opozicije. Kralj in vojvoda de Luynes sta povrnila Richelieuja, saj sta menila, da bi škof lahko pomiril opozicijo. Richelieu je bil uspešen in je umiril strasti med sinom in materjo. Zapletena pogajanja so rodila Angoulêmsko premirje. Kraljica je dobila popolno svobodo, se vrnila na dvor in se prizadevala za mir.
Po smrti kraljevega ljubljenca, vojvode de Luynesa leta 1621, se je začel Richelieujev vrtoglavi vzpon na oblast. Naslednje leto je kralj predlagal Richelieuja za kardinala, kar je papež Gregor XV. sprejel 19. aprila 1622. Različne krize v Franciji, vključno z vstajo hugenotov, so ga naredile praktično nepogrešljivega svetovalca kralju. Ko je bil imenovan v kraljevi svet ministrov, je začel spletkariti proti prvemu ministru vojvodi de La Vieuvilleju. Avgusta istega leta, je bil prvi minister aretiran na osnovi obtožb o korupciji. Tako je Richelieu postal prvi minister.

## Prvi minister
Politika kardinala Richelieuja je zajemala tri glavne cilje:
- centralizacijo moči v Franciji;
- opozicijo Habsburški dinastiji oz. Svetemu rimskemu cesarstvu;
- uničenje protestantizma v Franciji;

Kmalu za tem, ko je postal prvi minister, se je moral soočiti s krizo v Valtellini, dolini v Lombardiji v Severni Italiji. Da bi se izognil španski zasedbi ozemlja, je podprl švicarski protestantski kanton Grisons, ki je ravno tako zahteval stateško pomembno ozemlje zase. Kardinal je poslal vojsko v Valtellino, kjer je pregnala papeške čete. Richelieujeva taktika, da podpre protestante proti papežu, mu je pridobila veliko sovražnikov v pretežno katoliški Franciji.

Da bi nadalje okrepil centralizirano oblast v Franciji, je Richelieu iskal nove načine za zmanjšanje moči fevdalnega plemstva. Leta 1626 je ukinil položaj konstabla Francije (tj. vojaškega poveljnika) in ukazal porušiti vse utrjene gradove, razen tistih, ki so bili pomembni za obrambo Francije pred invazijo. Tako je uničil obrambne sposobnosti vsem princem, vojvodam in nižjim aristokratom, ki bi jih lahko uporabili proti kraljevim četam v primeru upora. Kot rezultat, je plemstvo še močneje zasovražilo prvega ministra.

Dodatna ovira centralizacije je bila verska razdeljenost Francije. Hugenoti, ena največjih političnih in verskih ločin tedanje Francije, so obvladovali pomemben del vojaških sil in so se upirali. Karel I., angleški kralj, je napovedal vojno Franciji, da bi Hugenote podprl. Leta 1627 je Richelieu ukazal obleganje trdnjave La Rochelle in osebno poveljeval kraljevi vojski. Angleške čete pod vodstvom vojvode Buckinghama so skušale osvoboditi La Rochelle, vendar so bile strahotno poražene. Kljub temu je trdnjava vztrajala še celo leto, preden se je predala.

Čeprav so Hugenoti doživeli strahoten poraz pri La Rochellu, so se še naprej upirali, pod vodstvom Henrika, vojvode Rohanskega. Protestantske sile so se predale leta 1629 pod pogojem, da se je verska toleranca iz Nantskega edikta (iz leta 1598) še naprej uveljavljala. Kardinal jim je ukinil politične pravice in zaščito. Vojvoda Rohanski kot vodja upora ni bil usmrčen (kot je bila praksa pri vseh nadaljnjih uporih), še več, sprejet je bil kot poveljnik kraljeve vojske.

Habsburška Španija je izkoristila francoski konflikt s Hugenoti in je okrepila vpliv v severni Italiji. Financirala je Hugenote, da bi zaposlila francosko vojsko, medtem ko bi se razširila po Italiji. Richelieu se je odločno odzval in je po kapitulaciji La Rochella osebno poveljeval francoski vojski v severni Italiji, da bi omejil Španijo.

## Tridesetletna vojna
Pred Richelieujevim vzponom na oblast, je bila večina Evrope obremenjena s tridesetletno vojno. Leta 1629 je rimsko-nemški cesar Ferdinand II. podredil mnogo protestantskih nasprotnikov v Nemčiji in si znatno povečal moč. Richelieu, zgrožen nad naraščajočim vplivom Ferdinanda, je izzval Švedsko v napad. Ravno tako je privolil v finančno podporo Švedske.
Francija ni bila odkrito v vojni s cesarstvom, zato je bila pomoč tajna. Medtem sta Francija in Španija ostali sovražni zaradi ambicij glede severne Italije. V tem času je bila severna Italija strateškega pomena na evropski tehtnici moči, saj je bila naravna povezava med Habsburško Nemčijo in Španijo. Če bi cesarstvo obvladovalo to pokrajino, bi bila Francija ogrožena, saj bi bila obkrožena s Habsburškimi ozemlji. Španski Habsburžani so od papeža skušali dobiti odobritev univerzalne monarhije. Ko so leta 1630 francoski ambasadorji v Regensburgu pristali na mir s habsburško Španijo, je to Richelieu ignoriral. Ta sporazum bi preprečil francosko vmešavanje v sovražnosti v Nemčiji. Tako je Richelieu Ludviku XIII. odsvetoval ratificiranje tega premirja.
Ker je odkrito povezal Francijo s protestantskimi silami, je bil Richelieu ovaden kot izdajalec Rimokatoliške Cerkve. Sovražnosti so bile sprva katastrofalne za Francijo, ne glede na to pa nobena stran ni pridobila odločilne prednosti in konflikt se je nadaljeval po Richelieujevi smrti.
Vojaški izdatki so odvedli velik del kraljevih prihodkov. Da bi povrnil ta denar, je Richelieu uvedel davek na sol (gabelle) in na zemljišče (taille). Davek na zemljo je bil uveden izključno za plačevanje vojske in nadaljevanje vojne. Duhovščina, plemstvo in višja buržoazija je bila oproščena plačil in tako je breme padlo na nižje sloje. Da bi lahko bolj učinkovito pobral davke in ohranil korupcijo na minimumu, je Richelieu zaobšel lokalne dacarje in jih nadomestil z intendanti - uradniki v direktni službi krone. 
Richelieujev finančni načrt je povzročil veliko nemira med nižjimi sloji prebivalstva.

## Afera z diamantno ogrlico
François de La Rochefoucauld, ljubimec kneginje de Chevreuse in zaupnik kraljice Ane Avstrijske je v svojih Memoires (Spomini) opisal, kako je svojemu domnevnemu ljubimcu vojvodi Buckinghamskemu podarila diamantno ogrlico.
Temo sta za njim povzela Auguste Maquet in Alexandre Dumas st. v delu Trije mušketirji.
V tem književnem delu nastopa kardinal kot tekmec vojvode Buckinghamskega in ko kraljica Ana podari skrinjico iz rožnega lesa z ogrlico z 12 obeski, uredi, da njegova agentka vojvodi odreže dva obeska. Začne se tekma s časom, kjer si kraljica Ana pomaga s tremi mušketirji in gardistom, da si povrne ogrlico in ohrani kraljevo že dokaj majavo zaupanje vanjo.

## Zarote proti Richelieuju
Plemstvo je v celoti ostalo brez moči. Edini pomemben nasprotnik je bil Henrik, vojvoda de Montmorency. Richelieu je bil brezobziren v zatiranju opozicije in je ukazal vojvodovo usmrtitev. Takšne krute metode so bile namenjene strašenju sovražnikov. Z obsežno mrežo vohunov je zagotovil politično stabilnost v Franciji, razširil pa jo je tudi po drugih evropskih državah.

### Chalais
1626 je Richelieu s kraljico-materjo Marijo Medici skušal prisiliti kraljevega brata Gastona, vojvodo d'Orléanskega v zakon z Marijo de Bourbon-Montpensier. Kneginja de Chevreuse in njen ljubimec markiz de Chalais sta začela načrtovati umor Richelieuja s podporo kraljevega brata. Načrt je bil kmalu odkrit, Chalaisa so usmrtili, de Chevreuseovo pa izgnali v Poitou. D'Orleansa so pomilostili, vendar se je moral poročiti z Montpensierovo. To je bil začetek globokega sovraštva med d'Orléansom in prvim ministrom.

### Dan prevarantov
Leta 1630 je bil Richelieujev stolček resno ogrožen s strani bivšega mentorja, Marije Medici.
Marija je verjela, da je bil Richelieu tisti, ki jo je oropal politične moči. Tako je zahtevala, da njen sin odslovi prvega ministra. Ludvik XIII. se sprva ni pretirano branil takšnega dejanja glede na to, da tudi sam ni maral Richelieuja. 11. novembra 1630 sta Marija Medici in kraljev brat Gaston, vojvoda d'Orléans zagotovila kraljevi pristanek za razrešitev. Richelieu je že od začetka vedel za načrt, zato je prekanjeni politik brez večjih problemov svojega gospodarja prepričal v modrost svojih načrtov. Ta dan je kasneje postal znan kot Dan prevarantov (Journée des Dupes). To je bil tudi edini kraljev korak proti temu, da bi kadarkoli odstranil Richelieuja. Odtlej je bil kralj nepopustljivi zagovornik načrtov kardinala. Povišal ga je v vojvodo in peera (Pairie de France), prestižen in časten plemiški naziv. 

Medtem so Marijo Medici izgnali v Compiègne. Tako Marija kot vojvoda d'Orléans sta še naprej spletkarila proti kardinalu, vendar brez večjih uspehov. 

### Montrésor
Leta 1636 bi Richelieuja kmalu doletela smrt v novi zaroti v vojaškem taboru pred Amiensom pri povratku s kampanje proti španskim četam v Pikardiji. Grof de Montrésor, ljubljenec kraljevega brata Gastona d'Orléansa in grofa des Soissonsa, vojskovodja in pajdaša Marije Medici. Soissonsi so pobegnili v Sedan in zbrali okoli sebe sokrivce. 1641 so Soissonsi s habsburško vojsko krenili nad Francijo. Premagali so Gasparda III. de Coligny ja(Maréchal de Châtillon) v bitki pri La Marféeju. 

### Cinq-Mars
Blizu smrti se je Richelieu še enkrat soočil z zaroto, ki bi ga lahko odstranila z oblasti. Kardinal je predstavil mladega plemiča Henri Coiffier de Ruzéja, markiza de Cinq-Marsa na dvor Ludvika XIII. Kardinal je bil prijatelj njegovemu očetu, zato je upal, da bo lahko postal kraljevi ljubljenec, da bi lažje vplival na kraljeve odločitve. Cinq-Mars je res postal kraljevi ljubljenec leta 1639, toda nasprotno Richelieujevemu prepričanju, ga ni bilo lahko kontrolirati. Mladi markiz je hitro ugotovil, da mu kardinal ne bo pustil dobiti večje politične moči. Leta 1641 je sodeloval v spodleteli zaroti de Soissonsov, vendar ga niso odkrili kot zarotnika. Naslednje leto je spletkaril z vodilnimi aristokrati, vključno s kraljevim bratom. S španskim kraljem je sklenil tajno pogodbo, kjer je slednji obljubil pomoč upornikom. Richelieujeva vohunska mreža je tokrat odkrila vse zarotnike in dostavila Richelieuju kopijo pogodbe. Cinq-Marsa so takoj aretirali in usmrtili. Čeprav je kralj podpiral smrtne obsodbe, se je še bolj oddaljil od kardinala.

## Epilog
Proti koncu življenja si je Richelieu odtujil mnogo ljudi, vključno s papežem Urbanom VIII.. Kardinal je bil nezadovoljen, ker ga papež ni hotel imenovati za papeškega legata v Franciji. Papež ni odobraval samovoljnega kardinalovega upravljanja s francosko cerkvijo in francosko zunanjo politiko. Konflikt se je zgladil, ko je papež podelil kardinalsko sutano Julesu Mazarinu, ki je bil eden najtesnejših Richelieujevih političnih zaveznikov. Kljub težavnim odnosom z Rimokatoliško cerkvijo ni popolnoma ukinil papeške oblasti v Franciji, kot so mu to svetovali Galikanci.
Istega leta kot je nastopila zadnja zarota, je tudi Richelieujevo zdravje čedalje bolj usihalo. Med drugim je močno trpel zaradi bolečih oči in glavobolov. Ko je zaslutil bližajočo se smrt, je imenoval za naslednika enega najbolj zvestih, kardinala Julesa Mazarina. Čeprav je bil Mazarin predstavnik Svetega sedeža, je zapustil to službo in se pridružil kralju Francije.

## Podpornik umetnosti
Richelieu je bil slaven mecen umetnosti. Sam je bil avtor mnogoterih verskih in političnih del (najbolj znan je Politični testament) in podpiral literarne kariere veliko pisateljev. Bil je ljubitelj gledališča, ki tedaj ni bilo cenjeno. Richelieu je ravno tako ustanovitelj in pokrovitelj Académie française (Francoske akademije), francoskega literarnega združenja. To združenje je bilo prej neformalno, leta 1635 pa je kardinal uredil ustanovno listino. Académie française ima štirideset članov, promovira francosko literaturo in je glavna avtoriteta francoskega jezika. 
1622 je bil izvoljen kot ravnatelj Sorbonne. Nadzoroval je prenovitev poslopja in njene kapele, kjer ima grobnico. Ker je bil tudi škof Luçona, ima pred Luçonsko katedralo svoj kip.
Richelieu je nadzoroval tudi gradnjo svoje palače, Palais-Cardinal. Palačo je poslikal kraljevi slikar Simon Vouet. Palača, ki se je preimenovala v Palais Royal po njegovi smrti, zdaj gosti francosko ustavno sodišče, ministrstvo za kulturo in državni svet. Konstruktor, Jacques Lemercier, je dobil dovoljenje za gradnjo gradu (Château Richelieu) in okoliškega mesta (Richelieu) v Indre-et-Loire. V gradu je zbrana zbirka največjih umetnin v Evropi. V zbirki so Sužnji Michelangela Buonarrotija, kot tudi slike Peter Paul Rubensa, Nicolas Poussina in Tiziana.

## Richelieu po smrti
Med Francosko revolucijo so odstranili Richelieujevo telo iz grobnice, kamor se je glava po raznih peripetijah vrnila šele leta 1866.

## Politična zapuščina
Čas Richelieuja je bila pomembna doba reforme Francije. Pred njim je prevladoval fevdalizem z mogočnimi plemenitaši in množico zakonov v različnih regijah. Del plemstva je vedno spletkaril proti kralju, najemal ali rekrutiral zasebne vojske in se združevali s sovražnimi silami. Nov sistem je utrl pot centralizaciji moči pod Richelieujem. Lokalni in celo verski interesi so postali podrejeni interesu »upodobitve naroda«, torej kralja. Enako učinkovita je bila zunanja politika, ki je uspešno zavirala habsburški vpliv v Evropi. Richelieu sicer ni dočakal konca tridesetletne vojne, vendar je po premirju 1648 Francija izšla kot velesila, medtem ko so druge države začele zaton, predvsem Sveto rimsko cesarstvo.
Richelieujevi uspehi so bili zelo pomembni za vzpon naslednika Ludvika XIII., Ludvika XIV., ki je nadaljeval in do vrhunca prignal Richelieujevo delo tvorbe absolutistične države. Še naprej je pobiral moč plemstvu, ki je bilo pred tem tako zelo mogočno in dokončno uničil hugenotsko politično moč. 
Ludvik XIV. je zmagovalno pozicijo Francije v tridesetletni vojni izkoristil za krepitev Francije kot velesile. Tako je Francija postala najmočnejša država v Evropi konec 17. stoletja.
Richelieu je ravno tako znan po avtoritativnih metodah, ki jih je uporabljal, da je ostal na oblasti. Cenzuriral je tisk, ustanovil veliko mrežo vohunov, ki so vohunili po Franciji, prepovedal politične razprave na javnih mestih, kot je Parlement de Pariz in dal vsakega, ki je rovaril proti njemu, sodno preganjati in usmrtiti. Kanadski zgodovinar in filozof John Ralston Saul ga je označil kot očeta moderne države, centralizirane sile in moderne tajne službe.

Njegovi motivi so še vedno stvar debate med zgodovinarji. Nekateri ga vidijo kot predanega služabnika krone, drugi pa kot vedno moči lačnega cinika. Voltaire je celo špekuliral, da je sam povzročal vojne, da bi bil nepogrešljiv kroni. 

V Treh mušketirjih je prikazan kot eden od glavnih protagonistov in lopovov. Novela in kasnejše ekranizacije so ga prikazale kot brezobzirnega in pohlepnega na moč.
Kljub vsemu ostaja Richelieu cenjena osebnost v Franciji, tudi zaradi trmoglavega upiranja dvornim spletkam in tujim vplivom na Francijo. Njegovo ime so uporabili za vodilne in vrsto drugih bojnih ladij francoske mornarice. Francozi so nameravali poimenovati letalonosilko po njem, vendar so na koncu izbrali drugo osebnost: Charles de Gaulle.

Njegove ideje o močnih državah in agresivni zunanji politiki je pomagala ustvariti moderni sistem mednarodne politike.

## Poimenovanja
Po kardinalu se imenuje kar nekaj krajev:
- Richelieu, Indre-et-Loire, mesto, ki ga je ustanovil kardinal;
- Richelieu, mesto v Kentuckyju s poštno kodo 42271;
- Avenue Richelieu v Shawiniganu, Quebec, Kanada;
- Provincialno elektorski okraj Richelieu, Quebec;
- reka Richelieu v Montérégie, Quebec;
- krilo muzeja Louvre, Pariz, Francija;
- postaja metroja v Parizu Richelieu-Drouot, delno poimenovana po Boulevard de Richelieu;
- Rue de Richelieu, ulica v Parizu;
- oklepna bojna ladja Cardinal de Richelieu, splavljena 1873, prodana 1901 in kasneje uničena;
- bojna ladja Cardinal de Richelieu, splavljena 1939, razrezana 1968;
- Richelieu Rock, znan potapljaški kraj na Tajskem;
- Richelieu, vrsta vezenja;

## Dela Richelieuja
- du Plessis, Armand: Emblema animae or morrall discourses, Translated by I.M., Printet by N.Okes, London 1635.
- du Plessis, Armand: The principall points of the faith of the Catholoic Church defended, Translated by M.C., Pariz 1635.